# Albergo dei Poveri (Palermo)
L'Albergo dei Poveri è un edificio di Palermo, situato in Corso Calatafimi 217.

## Storia

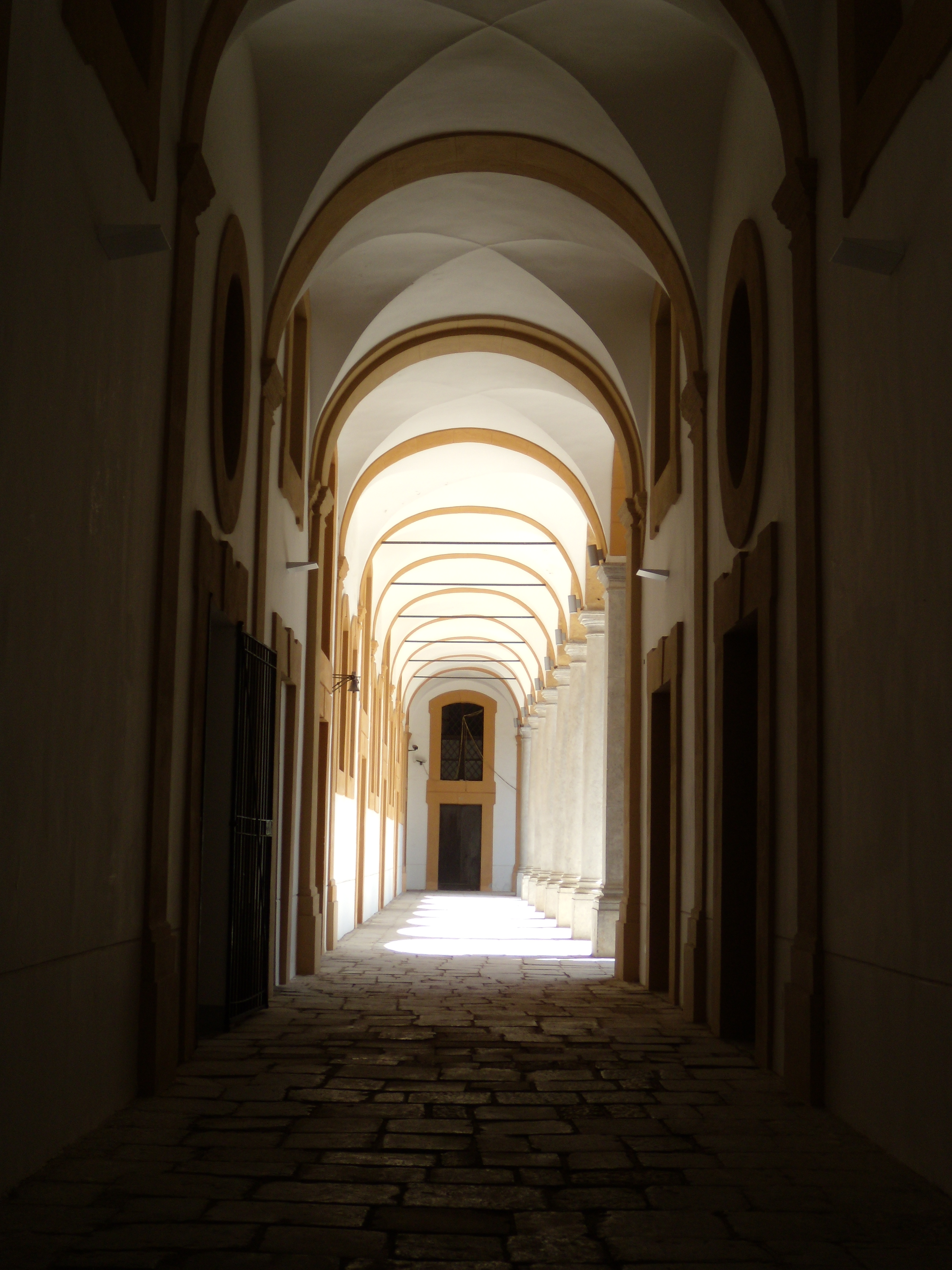
Portico.

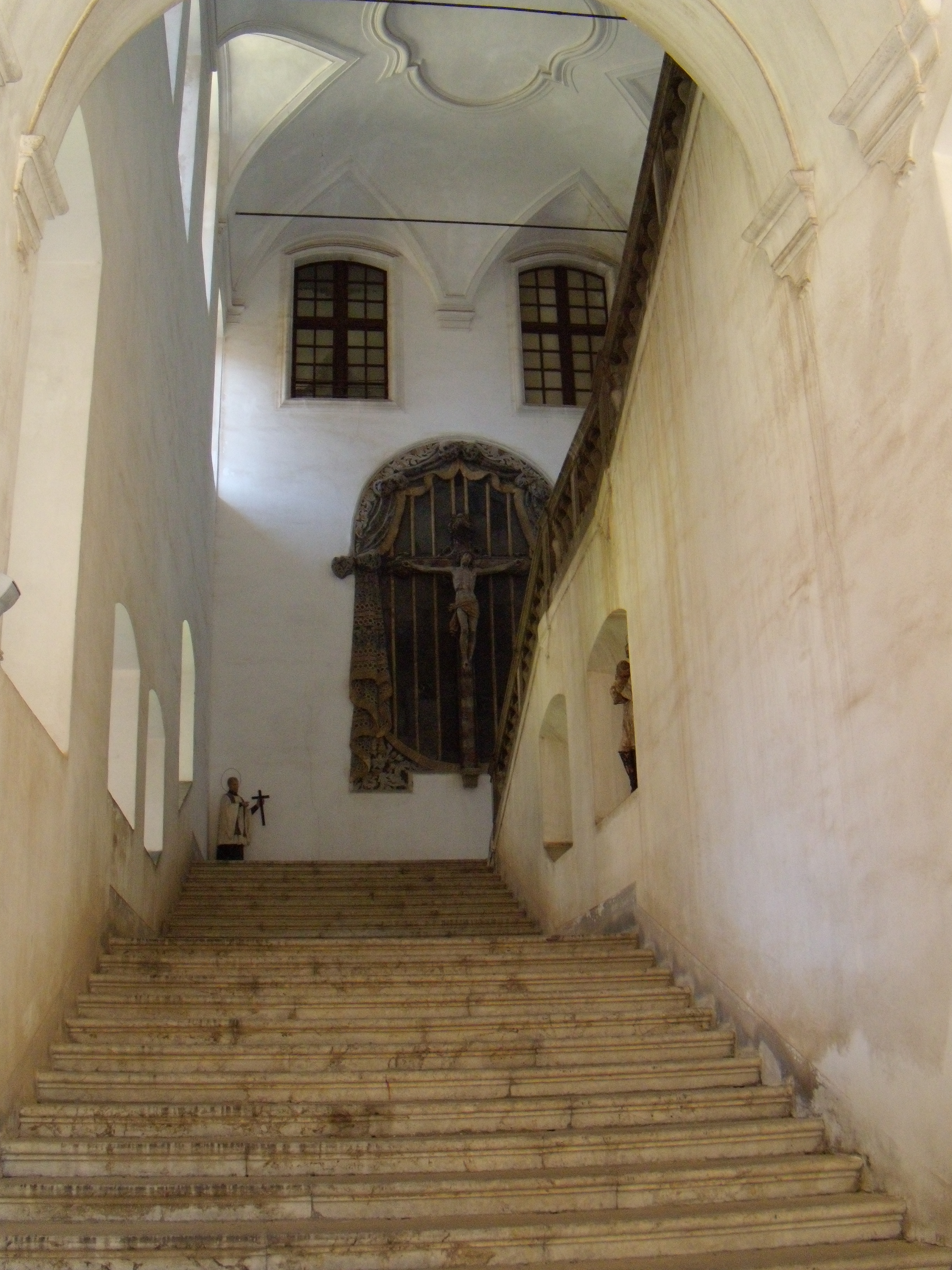
Scalone monumentale con Crocifisso e cortina a baldacchino.

### Epoca borbonica
Fu fondato con il nome di Reale Albergo dei Poveri nel 1733, durante il vicereame austriaco, con lo scopo di accogliere poveri inabili, storpi, giovani vagabonde ed orfane. Uno dei fondatori fu Ferdinando Francesco Gravina, principe di Palagonia. L'istituzione era insediata in alcune fabbriche fuori Porta Termini, luogo in seguito denominato Albergo vecchio.
Il progetto fu ripreso durante il regno di Carlo di Borbone. Infatti l'istituzione è antecedente di alcuni anni dell'altrettanto grandioso Real Albergo dei Poveri di Napoli.
Inizialmente affidato all'architetto Orazio Furetto, il cantiere fu poi seguito fino al termine dei lavori dagli architetti Giuseppe Venanzio Marvuglia e Nicolò Puglia. I lavori di costruzione presero avvio nel 1746 sotto la supervisione del viceré di Sicilia Bartolomeo Corsini (la prima pietra fu posta il 24 aprile, e durante la costruzione furono rinvenuti dei sepolcri fenici e cartaginesi), ma i lavori durarono assai più del previsto, tanto che la struttura fu inaugurata solo l'8 agosto del 1772, ai tempi di Ferdinando III, pur parzialmente incompleta. Nel primo cortile prospetta una chiesa a pianta rettangolare, dedicata a Santa Maria della Purificazione edificata tra il 1773 e il 1779.
Nel 1898 fu riservato solo alle donne e il suo nome fu cambiato in Albergo delle Povere.

### Epoca contemporanea
Nel 1943 durante i bombardamenti del secondo conflitto mondiale l'edificio fu seriamente danneggiato. Al termine della guerra il complesso fu restaurato.
Oggi appartiene parzialmente alla Regione Siciliana e parzialmente all'Istituto Principe di Palagonia e Conte Ventimiglia che sta attuando una politica di apertura al pubblico del monumento; inoltre è sede di mostre temporanee e convegni.

## Architettura
Edificio ad isola, con pianta rettangolare, due ordini di finestre rettangolari e l'ultimo con finestre circolari, terrazzini ai lati. Prospetto in pietra d'intaglio, portale con colonne sormontato da scudo marmoreo.
Nel cortile dell'atrio, sull'asse mediano minore, è la chiesa collegata alle ali esterne dell'edificio, con cancellate e grate interne al tempio. Esternamente accessi protetti ai corpi dell'edificio per il tramite di scaloni monumentali.
- Cortile destro o orientale, ambiente quadrato con portici e logge, costituito da 31 archi sostenuti da 32 colonne.[10]
- Cortile sinistro o occidentale.[10] Il perfezionamento dell'ambiente quadrato con portici, logge e fontana centrale è avvenuto in tempi successivi.

- Ambienti documentati:
  - Spezieria.[9]
  - Dormitori.[10]
  - Refettorio.[10]
  - Lavatoi.[10]
  - Scuole per la filatura.[10]
  - Opificio delle paste.[10]
  - Officine per la filatura e tessitura.[10]
  - Cucine.[10]

- Cantinati seminterrati.
- Piano terreno con porticati interni: setificio per la filatura e tessitura della seta, calzificio.[11]
- Primo piano con logge interne: dormitori, ambienti vari e residenza del rettore.[12]
- Solai: ambienti di servizio.[12]

## Opere
- Scalone monumentale con pianerottolo arricchito da Crocifisso su cortina marmorea a baldacchino.
- Scalone monumentale con pianerottolo arricchito da dipinto.

## Educandato Statale "Maria Adelaide"

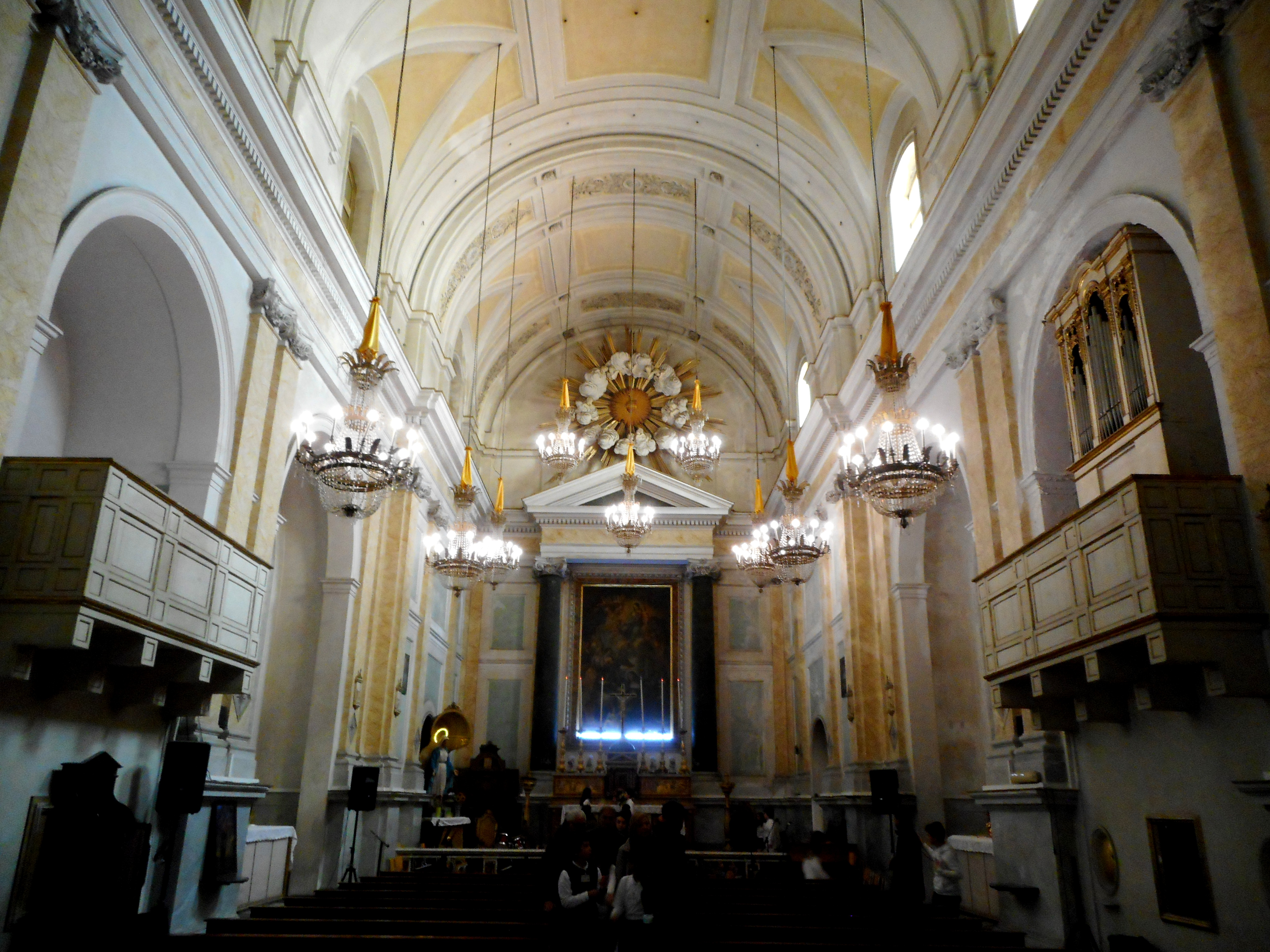
Interno di San Francesco di Sales

Real Educatorio "Maria Adelaide": le suore della Congregazione di San Francesco di Sales con una solenne cerimonia il 25 Agosto del 1735 posero la prima pietra per la costruzione del complesso conventuale, situato sullo stradone di Monreale.

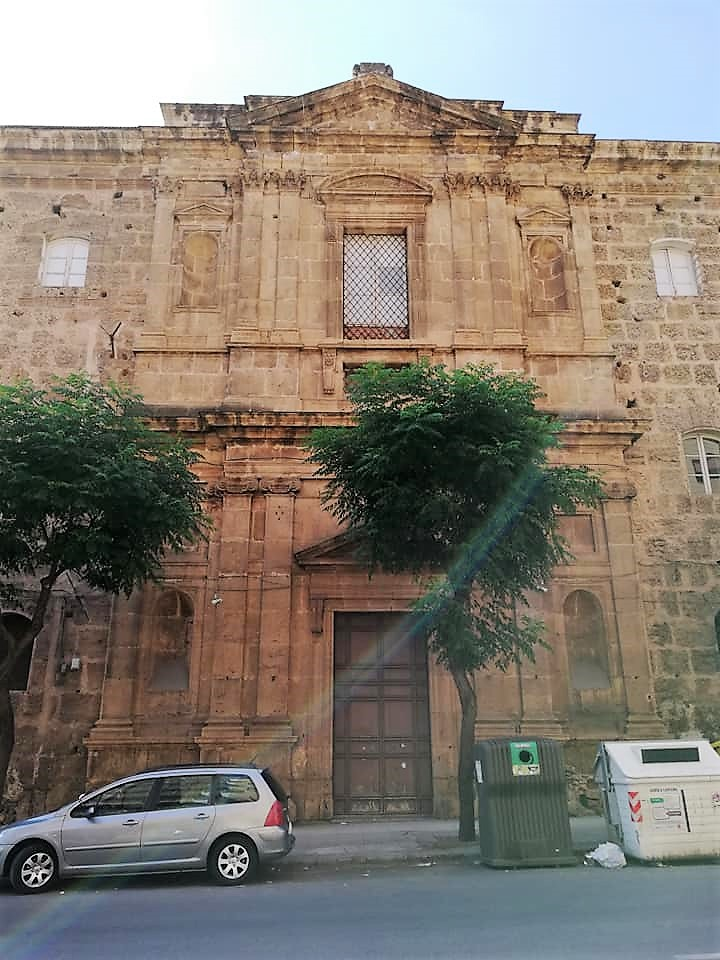
Portale della chiesa di San Francesco di Sales.
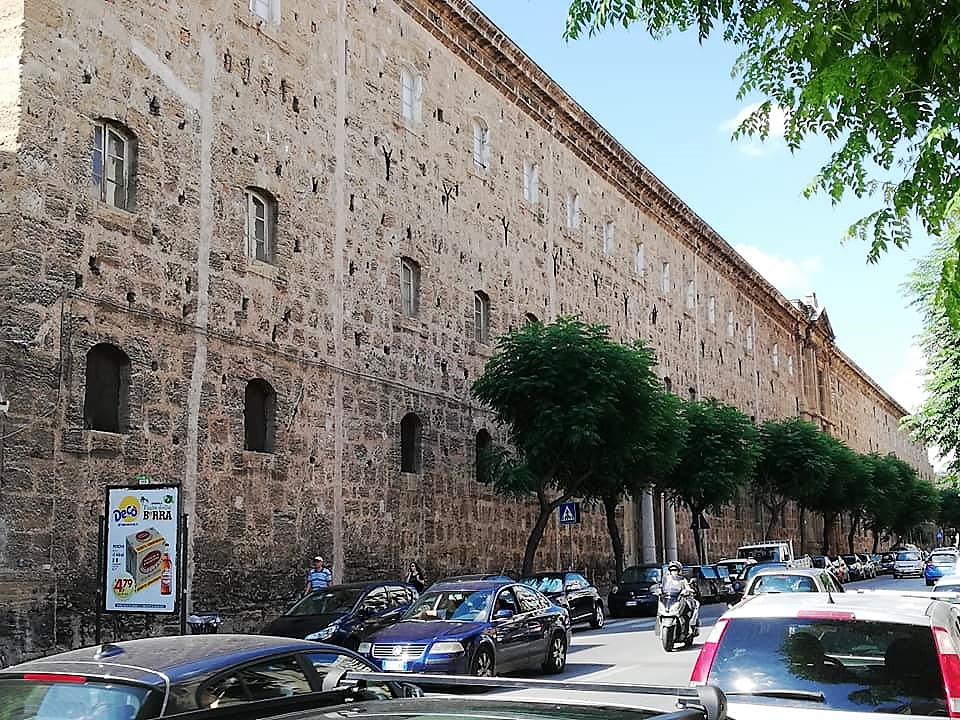
Educandato Statale "Maria Adelaide".
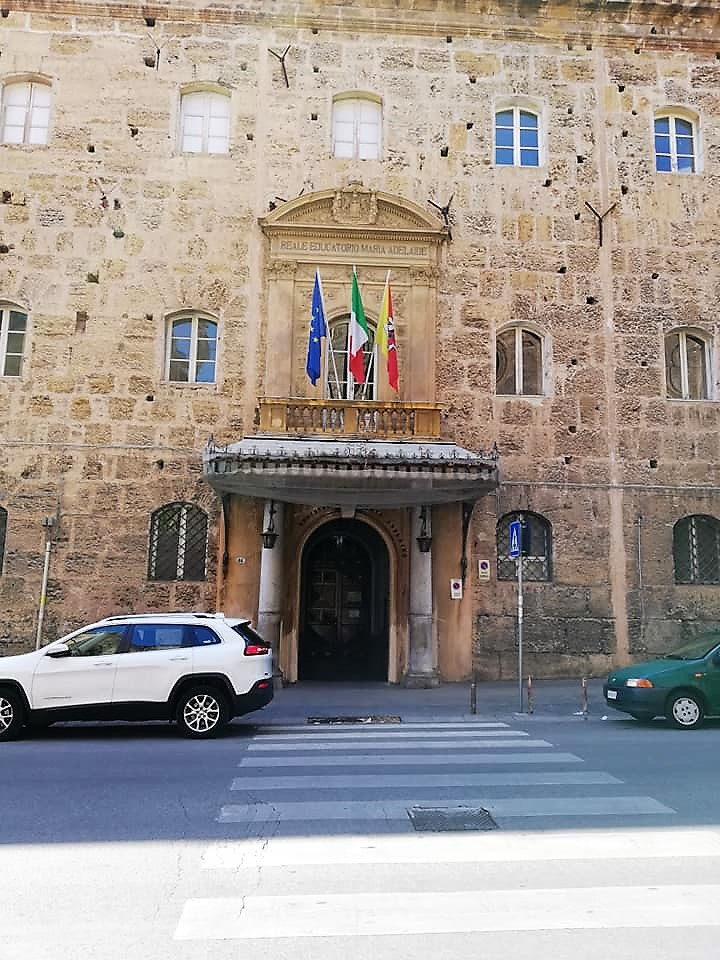
Portale.

### Chiesa di San Francesco di Sales
Tempio progettato e attuato da Giuseppe Venanzio Marvuglia, aperto al pubblico nel 1776 ma consacrato l'8 Maggio 1818.
- XVIII secolo, Ciclo di dipinti, olio su tela, San Francesco di Sales che dona la Regola a suor Giovanna Francesca di Chantal, Visitazione di Maria ad Elisabetta, San Giuseppe, Badessa inginocchiata dinanzi a Gesù che le mostra il suo cuore splendente, opere realizzate da Gaetano Mercurio.

## Galleria d'immagini

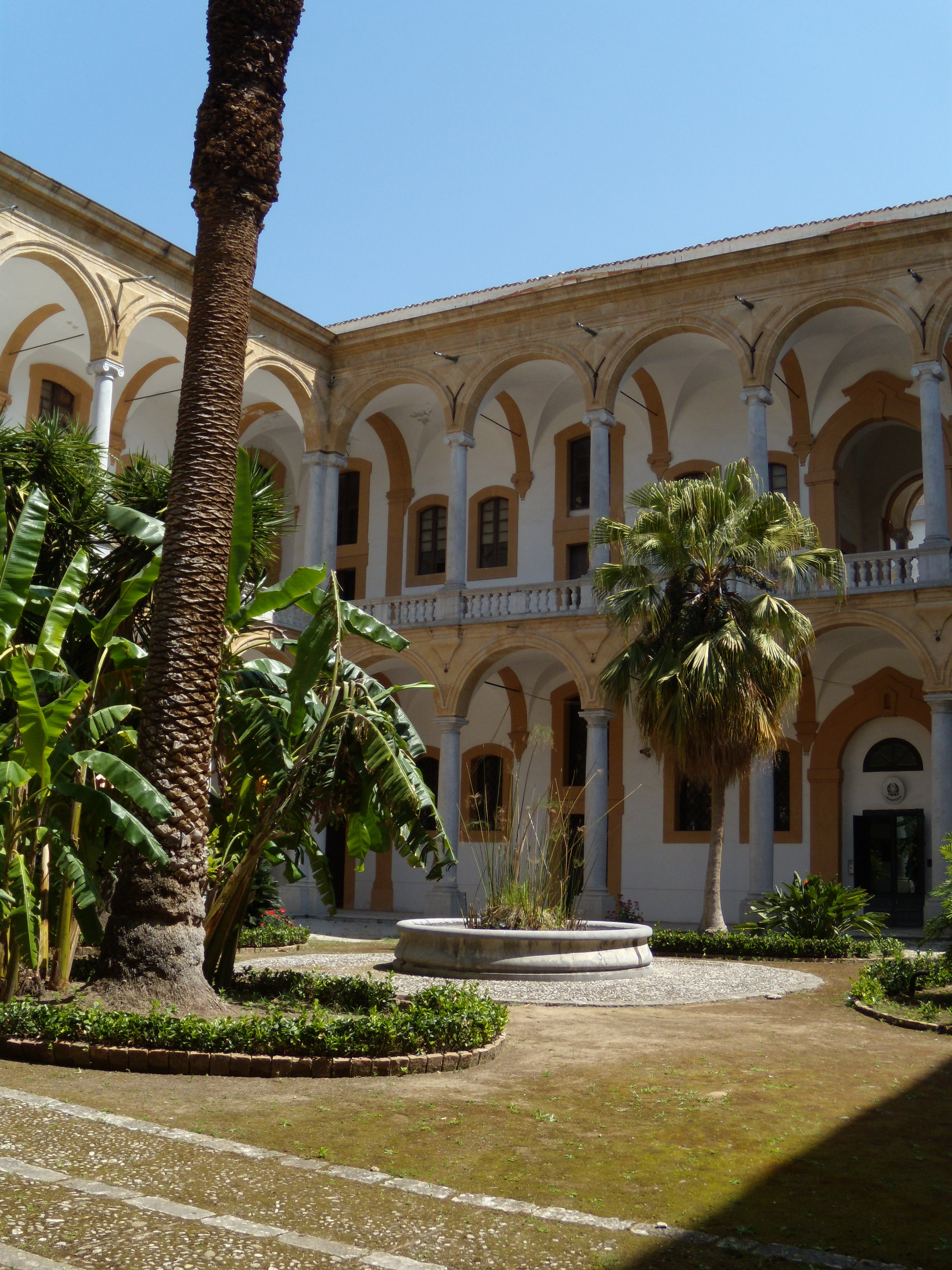
Cortile.
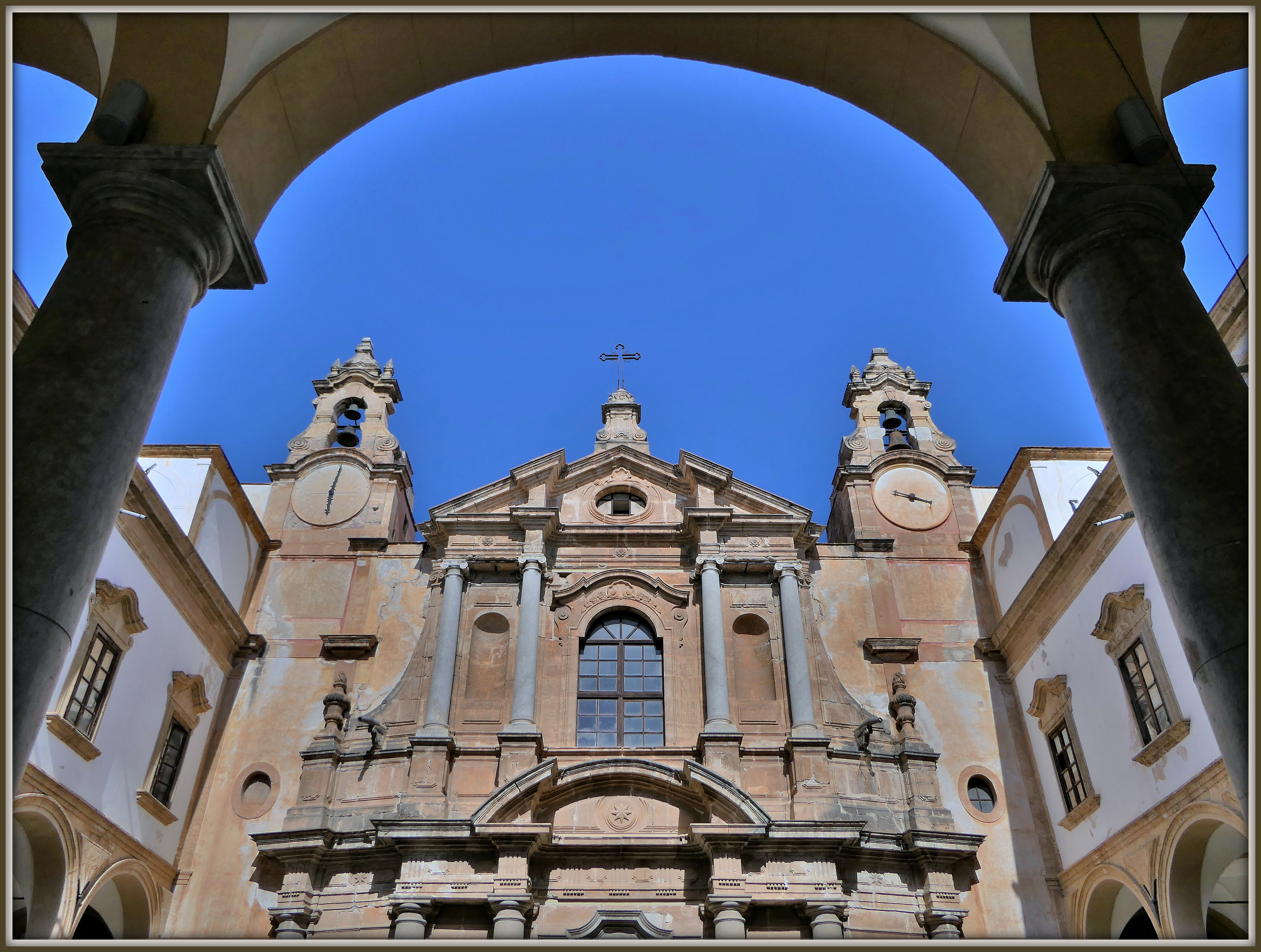
Chiesa di Santa Maria della Purificazione.
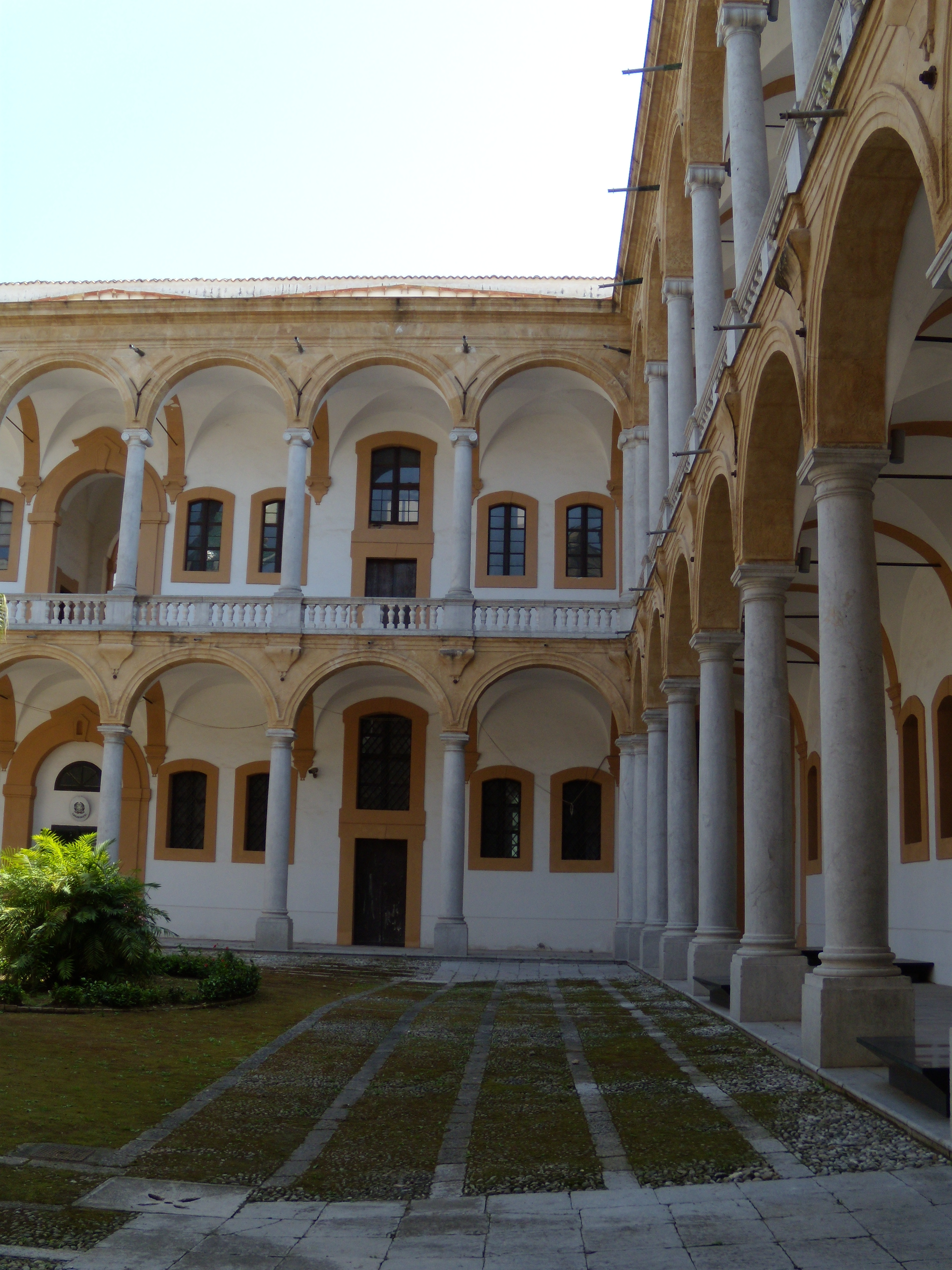
Cortile.